# (13018) Geoffjames
(13018) Geoffjames (1988 GF) – planetoida z pasa głównego asteroid okrążająca Słońce w ciągu 4,19 lat w średniej odległości 2,6 j.a. Odkryta 10 kwietnia 1988 roku.